# Каспер Любомирський
Каспер Любомирський гербу Шренява, князь (нар. 9 травня 1724, Полонне — пом. 6 червня 1780, Звягель) — державний і військовий діяч Речі Посполитої, генерал-поручник російських військ, кавалер ордену Святого Станіслава.

## Життєпис
Був сином Анни Елізабет Калер-Камінг (англ. Culler-Cuming; 1685—1776) та ірландського конезаводчика Джона Крайста. Після смерті батька, мати вийшла заміж за князя Теодора Юзефа Любомирського (1683—1745), воєводу краківського та старосту списького. Не маючи прямих нащадків, князь Любомирський усиновив дітей дружини від першого шлюбу.
Після смерті вітчима князь Каспер успадкував його маєтності у Ланьцуті, Уяздуві, Звягелі та Полонному. Посідав уряд старости хмільницького.
Навчався в Колегіум нобіліум у Варшаві. Брав участь у Семирічній війні у складі російських військ. 1758 року, як генерал-поручник, керував корпусом у Східній Пруссії. Відзначився під час Кунерсдорфської битви 1759 року, за що був нагороджений російським орденом Святого Олександра Невського. Від 1762 року — шеф піхотного полку.
1763 року продав Станіславу-Августу Понятовському маєток Уяздув разом із замком. 1764 року обирався послом від Волині на коронаційний сейм, a 1766 року був послом на так званому Сеймі Чапліца від Київського воєводства.
1767 року був членом Радомської конфедерації. У додатку до листа від 2 жовтня 1767 року до президента Колегії іноземних справ Російської імперії Микити Паніна, російський посол Микола Репнін описав його як належного представника для реалізації російських планів на сеймі 1767 року. Того ж року, як посол на так званий Сейм Репніна з Черської землі, був членом сеймової делегації, яка була створена для визначення політичної системи Речі Посполитої. Під тиском вищезгаданого Миколи Репніна, делегація була змушена визнати всі вимоги Російської імперії.
За тиждень до створення Барської конфедерації граф Каспер доносив Репніну про приготування у Барі. 1769 року князя Каспера спіймали барські конфедерати у Ряшівському замку, він був змушений заплатити викуп. На чолі відділу російських військ брав участь у битвах з барськими конфедератами, відзначився безжальністю і жорстокістю.
1777 року став членом польської Масонської Ложі «Parfait Silence».

## Сім'я
Каспер Любомирський був одружений з Барбарою Любомирською, донькою Єжи Іґнація Любомирського. Подружжя мало двох доньок:
- Маріанна (Марія Федорівна) Любомирська (1773—1810) — 1-й чоловік, воєвода Київський Антоній Протазій Потоцький (1761—1801); 2-й чоловік, генерал від інфантерії, граф Валеріан Олександрович Зубов (1771—1804); 3-й чоловік, генерал від кавалерії Федір Петрович Уваров (1769—1824);
- Жозефіна (Юзефа) Любомирська (1778—1851) — 1-й чоловік Адам Валевський (?1750-1831), 2-й чоловік російський генерал від кавалерії, граф Іван Йосипович Вітт (1781—1840).